# Cape Webb
Cape Webb är en udde i Antarktis. Den ligger i Östantarktis. Australien gör anspråk på området.
Terrängen inåt land är varierad. Havet är nära Cape Webb åt nordost. Trakten är obefolkad. Det finns inga samhällen i närheten.